# Dr. Jekyll and Mr. Hyde (film 1912)
Dr. Jekyll and Mr. Hyde è un film muto del 1912 tratto dal romanzo di Robert Louis Stevenson Lo strano caso del dottor Jekyll e del signor Hyde del 1886 e dalla rappresentazione teatrale dell'anno successivo di Thomas Russell Sullivan. Il cortometraggio non essendo mai stato distribuito in Italia mantiene il titolo originale, tuttavia alcuni dizionari lo indicano come Il dottor Jekyll e Mr. Hyde uniformandolo al titolo italiano di alcuni film successivi, anche dell'epoca del muto.

## Trama
James Cruze è un medico dai capelli bianchi, il dr. Jekyll, che lavora segretamente nel suo laboratorio alla ricerca di un siero per una metamorfosi che separi il bene ed il male in chi lo assumerà. Decide di testarlo su sé stesso e mentre è sulla sua sedia con la testa sul suo petto, lentamente il farmaco ha effetto e si trasforma in un essere mostruoso e bestiale: Mr. Hyde. Dopo un uso ripetuto, l'alter ego di Jekyll emerge, inducendolo ad uccidere il padre della sua innamorata. Il male della sua personalità lo porta a ritornare al laboratorio solo per scoprire che l'antidoto è terminato e che resterà per sempre Mr Hyde. Un poliziotto rompe quindi la porta del laboratorio di Jekyll e scopre che il medico è morto dopo l'assunzione di un veleno.